# Kord Neshīn
Kord Neshīn (persiska: کرد نشین, كُرد يشين, كوردَشی) är en ort i Iran.   Den ligger i provinsen Västazarbaijan, i den nordvästra delen av landet, 600 km nordväst om huvudstaden Teheran. Kord Neshīn ligger 1 067 meter över havet och antalet invånare är 525.
Terrängen runt Kord Neshīn är kuperad åt sydost, men åt nordväst är den platt.Runt Kord Neshīn är det ganska tätbefolkat, med 75 invånare per kvadratkilometer. Närmaste större samhälle är Khvoy, 8,1 km sydväst om Kord Neshīn. Trakten runt Kord Neshīn består till största delen av jordbruksmark.